# أرشيبالد ن. راندال
أرشيبالد ن. راندال هو سياسي أمريكي، ولد في 22 أغسطس 1830، وتوفي في 16 يوليو 1916. نشط حزبياً في الحزب الجمهوري. وقد انتخب عضو مجلس ولاية ويسكونسن ‏.